# Luitpold Weilnböck

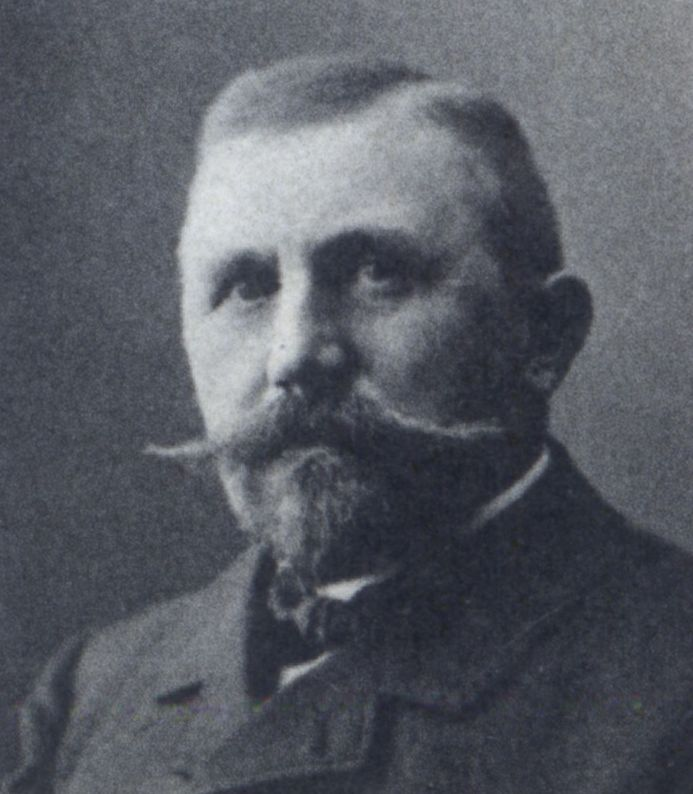
Luitpold Weilnböck als Reichstagsabgeordneter 1912

Luitpold Weilnböck (* 19. Februar 1865 in Vilshofen; † 21. Dezember 1944 in Schillingsfürst) war ein deutscher Landwirt und Politiker (DNVP).

## Leben und Wirken
Weilnböck wurde 1865 als Sohn des bürgerlichen Lederers Franz Xaver Weilnböck und seiner Frau Viktoria geborene Eisenhofer in Vilshofen geboren. Er besuchte die Volksschule und eine Landwirtschaftsschule in Landsberg am Lech. Anschließend gehörte er dem Militär an, aus dem er als Zahlmeisteraspirant ausschied. Danach lebte er als Landwirtschaftsbeamter in Nord- und Süddeutschland. Von 1891 bis 1912 lebte er als Pächter des Burgguts in Hummendorf, danach als Landwirt in Stadtsteinach und als Stadtsteinacher Ökonomierat in Oberfranken. Bereits im Kaiserreich gehörte er von 1905 bis 1912 dem Bayerischen Landtag und von 1912 bis 1918 dem Reichstag für die Deutschkonservative Partei an. Von 1917 bis 1918 engagierte Weilnböck sich in der rechtskonservativen Vaterlandspartei.
Während der Weimarer Republik engagierte Weilnböck sich im Bayerischen Landbund und im Bund der Landwirte, als dessen stellvertretender Vorsitzender er 1919 der Weimarer Nationalversammlung sowie von 1920 bis 1924 und von 1930 bis 1932 als Abgeordneter der DNVP für den Wahlkreis 26 dem Reichstag angehörte. Außerdem war er Mitglied im Reichskalirat und Vorsitzender des Bezirkskreisrates Stadtsteinach, ferner war er Landesvorsitzender des Bundes der Landwirte in Bayern und Mitglied des engeren Vorstandes des Bundes der Landwirte in Berlin sowie Mitglied des landwirtschaftlichen Kreisausschusses für Oberfranken (Landwirtschaftskammer).
Der Nachlass von Weilnböck, der auch mehrere Studien zu Themen wie der Futtergersteneinfuhr oder der Ostsiedlung veröffentlichte, wird heute in Stuttgart aufbewahrt.